# Casearia obovalis
Casearia obovalis là một loài thực vật có hoa trong họ Liễu. Loài này được Poepp. ex Griseb. mô tả khoa học đầu tiên năm 1861.